# Edde, Somogy
Edde  este un sat în districtul Kaposvár, județul Somogy, Ungaria, având o populație de 193 de locuitori (2011). 

## Demografie
Componența etnică a satului Edde
     Maghiari (70,83%)
     Romi (27,92%)
     Germani (1,25%)
Componența confesională a satului Edde
     Romano-catolici (79,79%)
     Reformați (3,63%)
     Necunoscută (16,58%)
Conform recensământului din 2011, satul Edde avea 193 de locuitori. Din punct de vedere etnic, majoritatea locuitorilor (70,83%) erau maghiari, existând și minorități de romi (27,92%) și germani (1,25%).  Din punct de vedere confesional, majoritatea locuitorilor (79,79%) erau romano-catolici, cu o minoritate de reformați (3,63%). Pentru 16,58% din locuitori nu este cunoscută apartenența confesională.